# Ashley Hutton
Ashley Elizabeth Hutton (* 2. November 1987) ist eine nordirische Fußballspielerin. Sie spielt seit 2012 für die Frauenmannschaft des Linfield FC. Von 2005 bis 2021 spielte sie für die A-Nationalmannschaft.

## Werdegang

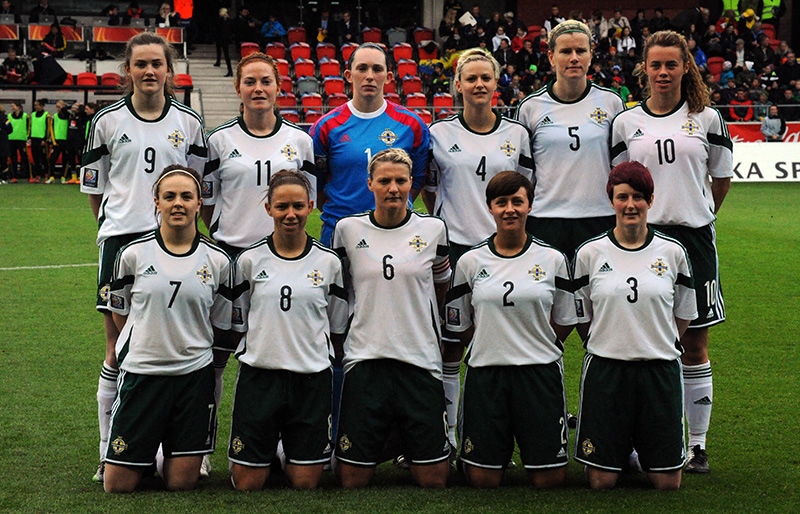
Die nordirische Mannschaft vor dem Spiel gegen Schweden im Mai 2014, Hutton vorne Mitte (Nr. 6 mit Kapitänsbinde)

Hutton  spielt seit 2012 für die Frauenmannschaft des Linfield FC, mit denen sie mehrfache Meisterin wurde.
Auf der Webseite ihres Vereins wird als erstes Länderspiel ein Spiel gegen Schweden am 5. März 2005 genannt, die schwedische A-Nationalmannschaft der Frauen spielte aber erstmals 2014 gegen Nordirland. Es gab aber am 5. März 2005 ein Spiel der schwedischen U-21-Mannschaft gegen Nordirland, für das aber nur die schwedischen Spielerinnen gelistet werden. Für ein großes Turnier konnten sich die Nordirinnen nie qualifizieren. Die Qualifikation für die WM 2011 schlossen die Nordirinnen hinter Frankreich und Island auf dem dritten Platz mit einer Differenz von 13 Punkten zu Island ab. Hutton wurde in allen zehn Spielen eingesetzt. In der Qualifikation für die EM 2013 reichte es nur zum vierten Platz. Hutton wurde nur beim 4:1-Sieg gegen Bulgarien im Mai 2012 nicht eingesetzt. In den neun Spielen erzielte sie zwei Tore. Die Qualifikation für die WM 2015 schlossen die Nordirinnen als Vorletzte ab, wobei sie in allen zehn Spielen eingesetzt wurde, von denen nur das letzte Spiel gegen die Färöer gewonnen wurde. Auch die Qualifikation für die EM 2017 beendeten sie nur auf dem vorletzten Platz, konnten diesmal aber immerhin beide Spiele gegen den Tabellenletzten Georgien gewinnen. Hutton wurde in fünf der acht Spiele eingesetzt. In der Qualifikation für die WM 2019, die wieder als Vorletzte abgeschlossen wurde, hatte sie noch vier Einsätze. In der  Qualifikation für die EM 2021 bestritt sie am 3. September 2019 ihr 100. Länderspiel und erzielte beim Spiel gegen Wales in der vierten Minute der Nachspielzeit den Treffer zum 2:2-Ausgleich. Da sie im Heimspiel gegen die Waliserinnen ein torloses Remi verteidigten, gewannen die Nordirinnen aufgrund der Auswärtstorregel den direkten Vergleich gegen die punktgleichen Waliserinnen und wurden so Gruppenzweite. In den Playoffs setzten sie sich als schlechtester Gruppenzweiter dann mit zwei Siegen (2:1 und 2:0) gegen die in der FIFA-Weltrangliste besser platzierten Ukrainerinnen durch und qualifizierten sich erstmals für ein großes Fußballturnier. Nelson wurde in allen zehn Spielen eingesetzt. Das Playoff-Rückspiel gegen die Ukraine am 13. April 2021 war ihr letztes Länderspiel.

## Erfolge
- Nordirische Meisterin: 2010, 2012, 2017, 2018, 2019
- Nordirische Pokalsiegerin: 2011
- Nordirische Ligacupsiegerin: 2018

## Auszeichnungen
- Nordirlands Spielerin des Jahres 2015[6]